# Ябоганское сельское поселение
Ябоганское се́льское поселе́ние — муниципальное образование в Усть-Канском муниципальном районе Республики Алтай Российской Федерации.
Административный центр — село Ябоган.

## История
Статус и границы сельского поселения установлены Законом Республики Алтай от 13 января 2005 года № 10-РЗ «Об образовании муниципальных образований, наделении соответствующим статусом и установлении их границ»

## Население
| 2010  | 2011  | 2012  | 2013  | 2014  | 2015  | 2016  |
| ----- | ----- | ----- | ----- | ----- | ----- | ----- |
| 1788  | ↘1784 | ↘1708 | ↘1693 | ↘1677 | ↗1678 | ↗1696 |
| 2017  | 2018  | 2019  | 2020  | 2021  |       |       |
| ↘1658 | ↘1625 | ↗1651 | ↘1647 | ↘1511 |       |       |

## Состав сельского поселения
| № | Населённый пункт | Тип населённого пункта       | Население |
| - | ---------------- | ---------------------------- | --------- |
| 1 | Ябоган           | село, административный центр | ↗1368     |
| 2 | Оро              | село                         | ↘212      |
| 3 | Верх-Ябоган      | село                         | →116      |